# Takashi Miki
Takashi Miki (jap. 三木 隆司, Miki Takashi; * 23. Juli 1978 in der Präfektur Kanagawa) ist ein ehemaliger japanischer Fußballspieler.

## Karriere
Miki erlernte das Fußballspielen in der Schulmannschaft der Takigawa Daini High School. Seinen ersten Vertrag unterschrieb er 1997 bei Bellmare Hiratsuka. Der Verein spielte in der höchsten Liga des Landes, der J1 League. Für den Verein absolvierte er 34 Erstligaspiele. 2000 wechselte er zum Zweitligisten Ōita Trinita. 2002 wurde er mit dem Verein Meister der J2 League und stieg in die J1 League auf. Für den Verein absolvierte er 216 Spiele. 2008 wechselte er zum Ligakonkurrenten Nagoya Grampus. 2009 wechselte er zum Zweitligisten Tokushima Vortis. Für den Verein absolvierte er 141 Spiele. Ende 2013 beendete er seine Karriere als Fußballspieler.